# Unununium
Unununium es un sistema operativo sin núcleo, hecho a través de VOiD por el hacker Dave Poirier en lenguaje ensamblador.
Está enfocado en la velocidad y, sin duda, el gran mérito de este sistema reside en la dificultad de documentar los miles de líneas de un sistema operativo sin núcleo en ensamblador.

## Estado
El proyecto parece haber sido definitivamente abandonado en marzo de 2007.
Sin embargo, la idea de crear un sistema operativo sin kernel sigue viva, lo que hace pensar en una posible reanudación del proyecto.
Para más información, vea la página principal del proyecto (en inglés).